# Come On In (film)
Come On In er en amerikansk stumfilm fra 1918 af John Emerson.

## Medvirkende
- Shirley Mason som Emmy Little
- Ernest Truex som Ernest Short
- Carl De Planta som von Bumstuff
- Joseph Burke som G. Wottan Orphul-Schmell
- Renault Tourneur som A. Schlobb